# Lookwatering

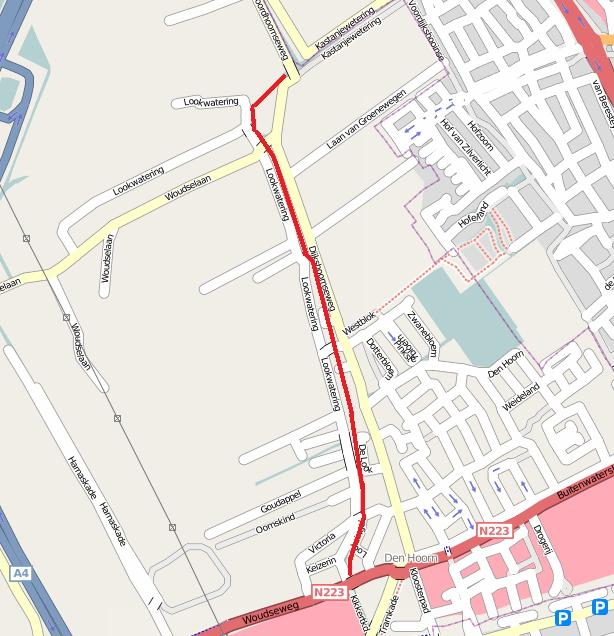
Loop van de Lookwatering

De Lookwatering is een waterloop uit de dertiende eeuw die het Nederlandse dorp Den Hoorn, provincie Zuid-Holland, doorkruist. Het water heeft een lengte van ongeveer 1,8 kilometer en verbindt de Kastanjewetering met het kanaal de Gaag. Het water is in de geschiedenis gebruikt door boeren die zich hadden gevestigd tussen de Dijkshoornseweg en de Lookwatering en daar een eigen moestuin of boomgaard hadden. In de 20ste eeuw werden rond het water veel kassen gebouwd. Anno 2008 zijn die weer aan het verdwijnen om plaats te maken voor grootschalige nieuwbouwprojecten. De Lookwatering wordt thans niet meer gebruikt als waterweg maar nog wel af en toe door de pleziervaart. Omdat het water vrij ondiep is, er veel plantengroei is en er meerdere lage bruggen te vinden zijn, maken vooral kleine bootjes gebruik van de Lookwatering.
De straat "Lookwatering" ligt aan de westzijde van het gelijknamige water en is er naar vernoemd. 